# 橋本昌二
橋本昌二（1935年4月18日—2009年12月2日），日本兵庫縣明石市人，職業圍棋手。桥本师从其父橋本國三郎，在關西棋院獨立時即以王牌新手身分活躍，有「天才昌二」之称，入段11年後升至九段，後獲得十段和王座頭銜。在關西棋院第一位決定戰中勝利12次，獲得關西棋院名譽第一位稱號。1994年至1998年擔任關西棋院理事長，後為特別顧問。桥本棋风深厚，以长考闻名，有“重战车”之别称。

## 傳記
橋本昌二1935年（昭和10年）在台灣出生，其父橋本國三郎為日本棋院台灣支部長，並在自家開有道場。橋本幼時接受其父的訓練，並立志成為棋手。橋本1947年12歲入段，1953年18歲時升至六段並參與第9屆本因坊戰預選賽，當時日本棋院不承認關西棋院新段位，但铃木为次郎八段審查後认为可以通過。橋本在預選中擊敗原本因坊岩本薰，但最后敗於铃木五良五段，未能入選循環賽。
此後他和橋本宇太郎並稱為關西棋院猛將，繼續於日本棋院競爭；橋本宇太郎被稱為「大橋本」，他被稱為「小橋本」。橋本昌二1958年升為九段，是當時升段最快的人。在1959年的王座战三局制度决战中，桥本以2-0克山部俊郎，在24岁获得第一个头衔。他是首名获得头衔的昭和时期生棋手。桥本在1962年第一届名人战循環賽中，以7胜5败获得第4名。此後橋本在1974年獲得十段，在1981年二度獲得王座。
橋本門下有高原周二九段，森山直棋九段等。1994至1998年間擔任關西棋院理事長。2009年12月2日橋本因心肌梗塞逝去。生涯成績1037勝、631敗、1平局。
在1960年第8屆王座戰中，和同為長考派的梶原武雄七段（當時）對戰，二人在兩日制對局中展開長考戰，第一日走了9手棋，封棋時梶原說了著名的「今天的棋子很沉重」（今日の蛤は重い）。

## 获奖

### 頭銜
- 王座：1959、1981年
- 关西棋院第一位决定战：1965－1967、1970－1974、1978－1979、1988、1990年
- NHK杯电视围棋淘汰赛：1967、1980、1985年
- 十段：1974年
- 早棋選手權战：1975年
- 双人棋選手權战（ペア碁選手権戦）：1995年（与小西和子五段搭档）

### 其他棋歷
- NHK杯准优胜：1968、1973年
- 早棋選手權战准优胜：1974年
- 十段战挑战者：1979、1981年
- 王座战准优胜：1967年；挑战者：1971、1982年
- 棋圣战全段争霸战优胜：1979年
- 鹤圣战准优胜：1989年
- 名人战循环赛第10届；本因坊戰循环赛第6届
- 关西棋院赏最优秀棋士5次，利仙赏1次
- 1960年《围棋Club》杂志主办，对林海峰六段纪念三番棋